# 崔宗之
崔宗之（?—?），唐朝滑州灵昌县（今河南省滑县西南）人，出自博陵崔氏第三房。崔日用的儿子。
崔宗之袭封齐国公。为人好学，宽厚博学有风度，与李白、杜甫以文章相知。韩朝宗喜欢提拔后进，曾经推荐崔宗之、严武到朝中。崔宗之与李白、贺知章、李適之、汝阳王李璡、蘇晉、張旭、焦遂号称“酒中八仙人”。侍御史崔宗之被贬到金陵，与李白诗酒唱和。曾经月夜乘舟，从采石至金陵，李白穿着宫锦袍，在舟中顾瞻笑傲，旁若无人。崔宗之官至禮部員外郎、右司郎中。其子崔儒，官至戶部郎中。